# Medaille voor de 50e Verjaardag van de Overwinning in de Grote Patriottische Oorlog
De Medaille voor de 50e Verjaardag van de Overwinning in de Grote Patriottische Oorlog (Russisch: Юбилейная медаль «50 лет Победы в Великой Отечественной войне 1941—1945 гг.»), werd op 7 juli 1993, ruim op tijd voor de viering van de overwinningen op Duitsland en Japan in mei en augustus 1945, ingesteld. In Rusland wordt de Tweede Wereldoorlog de Grote Vaderlandse Oorlog genoemd.
De herinneringsmedaille werd ingesteld door het Gemenebest van Onafhankelijke Staten waarin de Russische Federatie, Oekraïne, Armenië, Wit-Rusland en Kazachstan verenigd zijn.
De medaille was bestemd voor veteranen van leger, vloot en luchtmacht, partizanen, het ondergrondse verzet, dragers van de twee overwinningsmedailles, dragers van de medailles voor heldhaftig werk, voor de inwoners van Leningrad en de dragers van verschillende defensiemedailles voor de verdediging van steden. Ook arbeiders die tijdens de oorlog zes maanden werkten, minderjarige gevangenen in Duitse kampen en getto's en vreemdelingen die voor hun bijdrage aan de strijd door de Sovjet-Unie werden gedecoreerd.
Op 7 september 2010 werd deze medaille in een presidentieel decreet van de lijst van onderscheidingen van de Russische Federatie geschrapt. Men mag de medaille nog wel dragen.

## De medaille
Op de voorzijde van de ronde medaille, met een diameter van 32 millimeter is het Kremlin van Moskou met daarboven vuurwerk afgebeeld. Daaronder een lauwertak met de ster van de Orde van de Patriottische Oorlog en de jaartallen "1945" en "1995". Het materiaal is het goedkope Tombak.
Op de keerzijde staat de opdracht "50 лет Победы в Великой Отечественной войне 1941–1945" (Russisch:De 50e Verjaardag van de Overwinning in de Grote Patriottische Oorlog). Daaronder is ruimte voor een serienummer.
De medaille hangt aan een vijfhoekig opgemaakt lint, half in de geel-zwarte banen van de Orde van Sint-George (Rusland) of de Orde van de Glorie, half rood.
De medaille wordt op de linkerborst gedragen. Op een dagelijks uniform mag men een baton in de kleuren van het lint dragen.